# 毕桥镇
毕桥镇，是中华人民共和国安徽省宣城市郎溪县下辖的一个乡镇级行政单位。

## 行政区划
毕桥镇下辖以下地区：
毕桥村、施宏村、灯塔村、十井村和长何新村。